# Edoardo, principe di Anhalt
Julius Eduard Ernst August Erdmann il principe von Anhalt, solitamente chiamato principe Eduard (Ballenstedt, 3 dicembre 1941), è un principe tedesco capo del casato di Ascania, la famiglia che governava il ducato di Anhalt fino al 1918.

## Vita e famiglia
Edoardo nacque a Ballenstedt; è il più giovane dei cinque figli dell'ultimo duca di Anhalt, Joachim Ernst, e della sua seconda moglie, Editha Marwitz (von Stephani, di adozione), figlia naturale di Wilhelm Horn di Irmgard Marwitz. Ha presumibilmente pagato 10.000 marchi a Bertha von Stephani per migliorare la sua posizione sociale con l'adozione da parte degli adulti.
Il 9 ottobre 1963, il fratello maggiore di Edoardo, Federico, morì senza figli in un incidente automobilistico,  e Edoardo gli succedette come capo del casato di Ascania.  Usa comunemente il titolo Principe di Anhalt, ma viene indicato solitamente come Duca di Anhalt. La successione di Edoardo e di suo fratello fu contestata dallo zio principe Eugenio che reclamò anche la guida della casa dopo la morte del duca Joachim Ernst. La morte senza figli maschi nel 1980 del principe Eugenio lasciò il principe Edoardo come unico pretendente al comando della casa.
Visse negli Stati Uniti per diversi anni, lavorando in varie posizioni di vendita al dettaglio, prima di tornare in Germania nel 1967. È stato giornalista e editorialista per numerose riviste tedesche.  Ha anche ospitato il programma televisivo Adel verpflichet (Noblesse oblige) per RTL Television. Successivamente, Anhalt divenne un frequente commentatore televisivo tedesco per eventi reali.
Nel 1978 scrisse un libro sulle tradizioni della sua famiglia, Askanische Sagen Über die Entstehung der Deutschen (in italiano: Leggende Ascaniane ed Origini della Germania ). Un'edizione rivista e ampliata del libro con il titolo " Sagenhaftes Askanien: Geschichten und Legenden" (Inglese: L'incredible Ascania, Storie e Leggende ) è stata pubblicata nel 2004.
A causa dell'incarcerazione di suo padre in un campo di concentramento dal 1938 al 1944, la paternità di Edoardo è stata occasionalmente messa in discussione.  Nel 1990 sua sorella maggiore, la principessa Maria Antonietta (chiamata anche Alexandra) lo chiamava "fratellastro" e affermava che suo padre era Heinrich Himmler . Tuttavia egli rispose suggerendo che la faccenda era semplicemente una disputa tra fratelli e che ella desiderava solamente infangarlo.
Nell'aprile del 1990 rivendicò la proprietà del seggio familiare Schloss Ballenstedt, che era stato confiscato dalle autorità comuniste nella Germania dell'Est dopo la seconda guerra mondiale. Non ebbe successo, e vi furono lunghe dispute amministrative, sebbene i rapporti con l'amministrazione comunale di Ballenstedt successivamente migliorarono.
Dopo un'ulteriore lunga battaglia legale con l'amministrazione cittadina, che aveva insistito sul primo diritto di rifiuto, nel maggio 2000 riuscì ad acquistare per 400.000 marchi un'altra proprietà della famiglia che era stata requisita. Questa era la piccola ma storica casetta di caccia in stile neoclassico, la Röhrkopf, costruita nel 1770, che si trova all'interno dell'ex parco di Schloss Ballenstedt. Ora è diventata una residenza familiare e nel suo giardino sono stati costruiti tre appartamenti per le vacanze in affitto. La paura di persistere nell'animosità nei confronti della famiglia, comprese le questioni relative alla restituzione, inibì i suoi figli dal reinsediamento ad Anhalt, anche se dopo il divorzio sua moglie comprò una casa a Dessau e lavorò per promuovere la regione.
Una difficoltà per Eduard è stata una delle figlie adottive di sua zia, la principessa Marie-Auguste di Anhalt.  Adottati per le presunte ragioni mercenarie e che rivendicano di essere principi di Anhalt, sono stimati in numero di 35 persone. Al di fuori della Germania il più noto degli adottati è l'ultimo marito di Zsa Zsa Gabor, precedentemente Frederic von Anhalt, Hans Georg Robert Lichtenberg. Nel 2010, Eduard ha rilasciato una dichiarazione in cui afferma che tali individui non sarebbero mai stati riconosciuti ufficialmente dalla famiglia come membri del casato di Anhalt-Ascania.
Ha ottenuto l'attenzione internazionale nell'agosto 2010 quando affermava di avere una conoscenza avanzata del fidanzamento del suo lontano cugino William di Galles con Kate Middleton. Anche se un portavoce della famiglia reale britannica negò le affermazioni di Edoardo,  la relazione fu effettivamente annunciata pochi mesi dopo.

## Matrimonio e figli
Il 21 luglio 1980, a Monaco di Baviera , Edoardo sposò Corinne Krönlein (nata il 19 agosto 1961) in una cerimonia civile. La coppia ha rinnovato i voti in una cerimonia religiosa il 7 giugno 1986 a S-charl , vicino a Scuol , in Svizzera , ma in seguito ha divorziato nel 2014.  Eduard e Corinne hanno tre figlie:
- Julia Katharina Elisabeth (nata il 14 dicembre 1980, Bad Tölz) sposatasi il 12 luglio 2008 con Marc Bernath. Ha un figlio:
  - Julius Maxime Laszlo  (nato il 21 dicembre 2010 a Monaco di Baviera)
- Julia Eilika Nicole (nata il 1 gennaio 1985 a Monaco), ha un figlio e una figlia dal suo compagno, Fabian Harte.
  - Leopold (nato il 14 aprile 2011, Berlino)
  - Julia Philine (nata il 1 settembre 2013, Berlino)
- Julia Felicitas Leopoldine Friederike Franziska (nata il 14 maggio 1993 a Monaco).

## Successione
Edoardo è l'ultimo membro maschio di quella che è considerata la "Casa di Ascania".  Se Edoardo morisse senza eredi maschi, la Casa sarebbe stata considerata estinta.  La linea maschile sopravvive, tuttavia, nei conti von Westarp, discendenti del principe Franz di Anhalt-Bernburg-Schaumburg-Hoym e di sua moglie morganatica Karoline Westarp, e nei conti von Waldersee che discendono dal conte Franz Johann von Waldersee (1763-1823), figlio illegittimo di Leopoldo III, Duca di Anhalt-Dessau (1740-1817) e della sua amante Eleonore Hofmeyer (1739-1816).
Nel 2010 Edoardo ha modificato le leggi della Camera di Anhalt-Ascania, abolendo le leggi saliche o semi-saliche e riconoscendo la figlia primogenita come sua erede, decidendo che il genere in futuro sarebbe stato irrilevante nel determinare la linea di discendenza.
Come cristiano protestante discende direttamente da Giorgio II di Gran Bretagna attraverso la sua trisnonna Principessa Marie Friederike von Hessen-Kassel, ed è di conseguenza anche nella linea di successione al trono britannico.

## Ascendenza
|                                                  |   |                                     | Genitori                                |  |  | Nonni |  |  | Bisnonni                  |  |  | Trisnonni                        |  |
|                                                  |   |                                     |                                         |  |  |       |  |  | 8. Friedrich I von Anhalt |  |  | 16. Leopold IV von Anhalt-Dessau |  |
|                                                  |   |                                     |                                         |  |  |       |  |  | 8. Friedrich I von Anhalt |  |  | 16. Leopold IV von Anhalt-Dessau |  |
|                                                  |   | 17. Friederike von Preußen          |                                         |  |  |       |  |  | 8. Friedrich I von Anhalt |  |  |                                  |  |
| 4. Eduard von Anhalt                             |   |                                     |                                         |  |  |       |  |  | 8. Friedrich I von Anhalt |  |  |                                  |  |
|                                                  |   | 9. Antoinette von Sachsen-Altenburg | 18. Eduard von Sachsen-Altenburg        |  |  |       |  |  |                           |  |  |                                  |  |
|                                                  |   | 9. Antoinette von Sachsen-Altenburg | 18. Eduard von Sachsen-Altenburg        |  |  |       |  |  |                           |  |  |                                  |  |
|                                                  |   | 9. Antoinette von Sachsen-Altenburg | 19. Amalie von Hohenzollern-Sigmaringen |  |  |       |  |  |                           |  |  |                                  |  |
| 2. Joachim Ernst von Anhalt                      |   | 9. Antoinette von Sachsen-Altenburg |                                         |  |  |       |  |  |                           |  |  |                                  |  |
|                                                  |   | 10. Moritz von Sachsen-Altenburg    | 20. Georg von Sachsen-Altenburg         |  |  |       |  |  |                           |  |  |                                  |  |
|                                                  |   | 10. Moritz von Sachsen-Altenburg    | 20. Georg von Sachsen-Altenburg         |  |  |       |  |  |                           |  |  |                                  |  |
|                                                  |   | 10. Moritz von Sachsen-Altenburg    | 21. Marie zu Mecklenburg-Schwerin       |  |  |       |  |  |                           |  |  |                                  |  |
| 5. Luise Charlotte von Sachsen-Altenburg         |   | 10. Moritz von Sachsen-Altenburg    |                                         |  |  |       |  |  |                           |  |  |                                  |  |
|                                                  |   | 11. Auguste von Sachsen-Meiningen   | 22. Bernhard II von Sachsen-Meiningen   |  |  |       |  |  |                           |  |  |                                  |  |
|                                                  |   | 11. Auguste von Sachsen-Meiningen   | 22. Bernhard II von Sachsen-Meiningen   |  |  |       |  |  |                           |  |  |                                  |  |
|                                                  |   | 11. Auguste von Sachsen-Meiningen   | 23. Marie Friederike von Hessen-Kassel  |  |  |       |  |  |                           |  |  |                                  |  |
| 1. Julius Eduard Erdmann Ernst-August von Anhalt |   | 11. Auguste von Sachsen-Meiningen   |                                         |  |  |       |  |  |                           |  |  |                                  |  |
|                                                  | … | …                                   |                                         |  |  |       |  |  |                           |  |  |                                  |  |
|                                                  | … | …                                   |                                         |  |  |       |  |  |                           |  |  |                                  |  |
|                                                  | … | …                                   |                                         |  |  |       |  |  |                           |  |  |                                  |  |
| 6. Wilhelm Horn                                  | … |                                     |                                         |  |  |       |  |  |                           |  |  |                                  |  |
|                                                  |   | …                                   | …                                       |  |  |       |  |  |                           |  |  |                                  |  |
|                                                  |   | …                                   | …                                       |  |  |       |  |  |                           |  |  |                                  |  |
|                                                  |   | …                                   | …                                       |  |  |       |  |  |                           |  |  |                                  |  |
| 3. Editha Marwitz von Stephani                   |   | …                                   |                                         |  |  |       |  |  |                           |  |  |                                  |  |
|                                                  |   | …                                   | …                                       |  |  |       |  |  |                           |  |  |                                  |  |
|                                                  |   | …                                   | …                                       |  |  |       |  |  |                           |  |  |                                  |  |
|                                                  |   | …                                   | …                                       |  |  |       |  |  |                           |  |  |                                  |  |
| 7. Irngard Klara Franziska Marwitz               |   | …                                   |                                         |  |  |       |  |  |                           |  |  |                                  |  |
|                                                  |   | …                                   | …                                       |  |  |       |  |  |                           |  |  |                                  |  |
|                                                  |   | …                                   | …                                       |  |  |       |  |  |                           |  |  |                                  |  |
|                                                  |   | …                                   | …                                       |  |  |       |  |  |                           |  |  |                                  |  |
|                                                  |   | …                                   |                                         |  |  |       |  |  |                           |  |  |                                  |  |

## Titoli, stili e onori

### Titoli
- 3 dicembre 1941 - 18 febbraio 1947: Sua Altezza il Principe Eduard di Anhalt
- 18 febbraio 1947 - 9 ottobre 1963: Sua Altezza Principe Eduard, Principe ereditario di Anhalt
- 9 ottobre 1963 - presente: Sua Altezza il Principe Giulio Eduard von Anhalt, Duca di Anhalt, Duca di Sassonia, Capo della Casa Ducale e Maestro dell'Ordine Albrecht l'Orso

## Altri compiti
Edoardo è stato anche vice presidente della Société des Amis dell'Almanach de Gotha.